# Récif Lighthouse
Le Récif Lighthouse ou Récif du Phare sont un groupe de 6 petites îles coralliennes et situées dans la mer des Caraïbes. Il s'agit de l'un des trois atolls de la barrière de corail du Belize, outre le récif Glover et l'atoll Turneffe. Il est situé à environ 80 km des côtes du Belize. Il appartient administrativement du District de Belize.

## Description
L'attol est de forme oblongue et mesure 35 km de long (nord-sud) et 8 km de large. Il s'agit d'un lagon sablonneux peu profond d'une superficie de 120 km², avec une profondeur variant entre 2 et 6 mètres.
Le récif est l’un des récifs les mieux aménagés et les plus sains des Caraïbes. Il comprend plusieurs cayes principales (nord-sud) :
- Caye Sandbore
- Caye Northern
- Saddle Caye
- Caye Half Moon
- Caye Long
- Hat Caye

Il est réputé pour la plongée sous-marine comme l'un des meilleurs site du Belize et des Caraïbes. En plus des récifs coralliens il y a le célèbre Grand Trou Bleu.

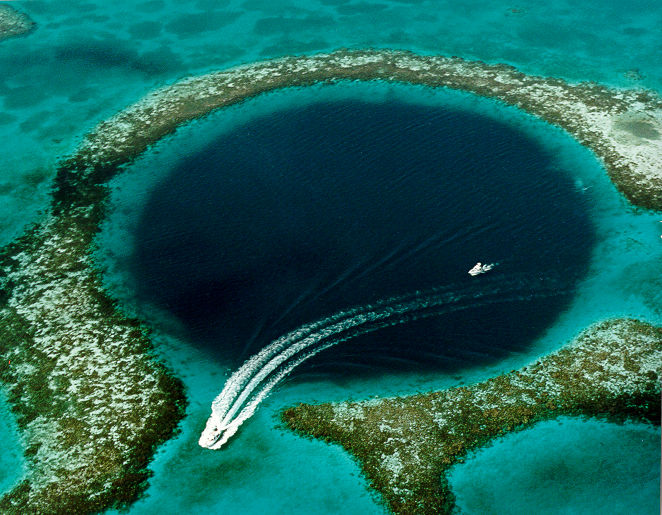
Grand Trou Bleu
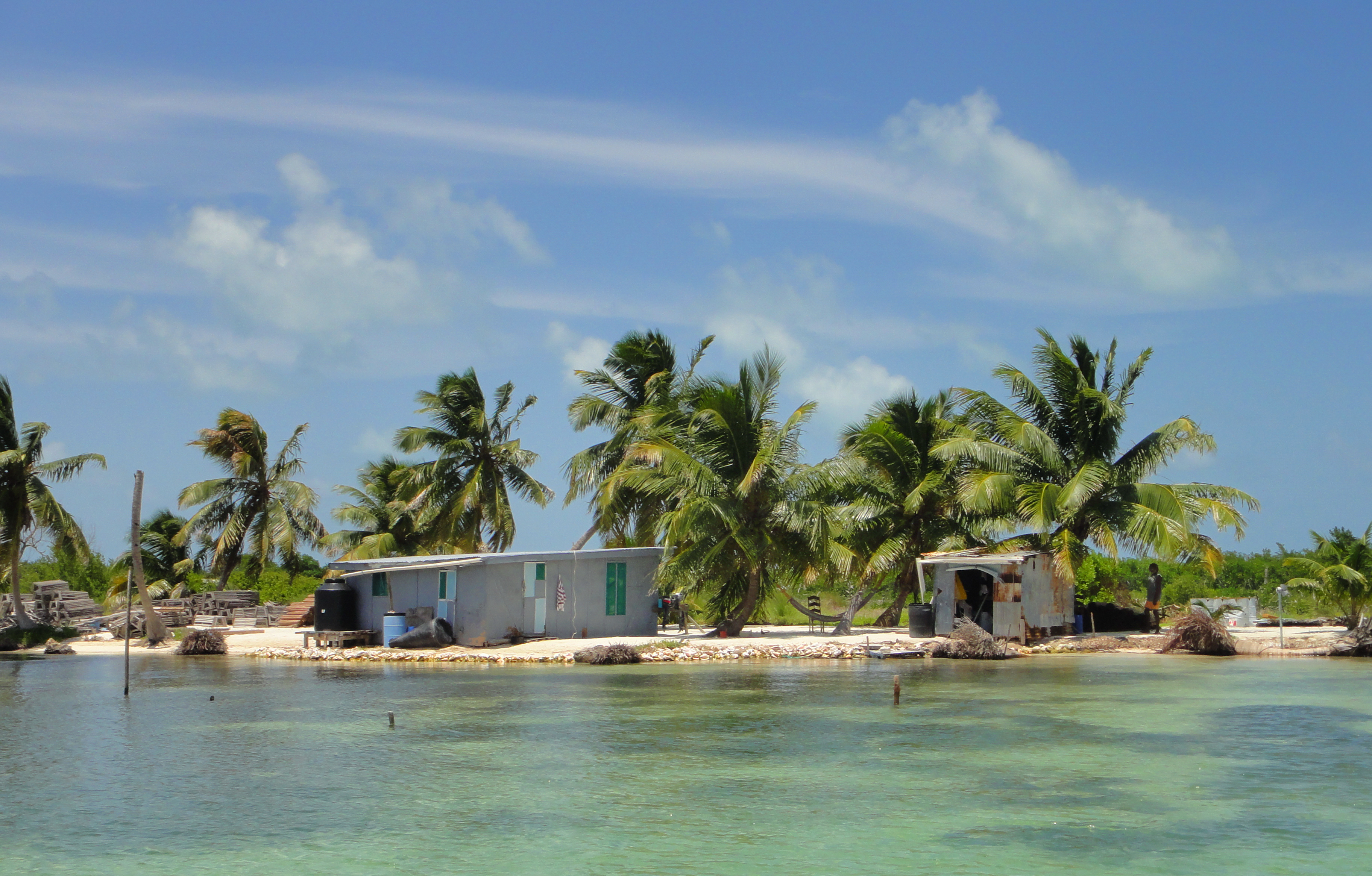
Cricket Island

## Flore et faune
La flore du récif est principalement constituée de cocotiers. Sur la moitié ouest de la caye Half Moon, il existe un rare exemple survivant d'une forêt d'atoll siricote (Cordia sebestena), tandis que la végétation naturelle se trouve sur la caye Sandbore. La caye Half Moon abrite une colonie de frégate superbe (Fregata magnificens), ainsi qu'une colonie de nidification de quelque 4000 fous à pieds rouges (Sula sula). Une colonie de pigeons à couronne blanche (Columba leucocephala) a niché auparavant à Long Cay mais a été anéantie par une chasse excessive.
Les espèces de poissons les plus dominantes sur le récif sont le Clepticus parrae et le chromis bleu (Chromis cyanea (en)). 106 Les autres espèces dominantes sont (par ordre décroissant de prévalence) le gramma impérial Gramma melacara, le demi-teinte bicolore (Pomacentrus partitus), le vivaneau à queue jaune  (Ocyurus chrysurus), la girelle à tête bleue (Thalassoma bifasciatum), le Gramma loreto, ...
Parmi les espèces animales menacées et en voie de disparition figurent le crocodile américain, 3 espèces de tortues de mer (tortue imbriquée, carouanne, tortue verte), le gecko phyllodactylus et le saurien Anolis allisoni.

## Protection de l'environnement
Le récif n'a qu'une protection partielle de l'environnement. Les sites du Grand Trou Bleu et la caye  Half Moon sont classés monument naturel et sont classés au patrimoine mondial de l’UNESCO (dans le cadre du système de réserves de la barrière de corail du Belize depuis 1996. Les aires protégées couvrent une superficie de 4,14 km² et 39,25 km², respectivement. En outre, trois autres zones sont des aires protégées nationales: Northern Two Cayes (site de protection des espèces et des groupements de Nassau de 3,75 km²s), caye Sandbore (réserve de site de concentration de frai de 5,18 km²) et au sud. Malgré la protection, l’atoll souffre de l’impact humain sous forme de pêche et de tourisme incontrôlés.